# 天卫十四
天卫十四（發音：/bɪˈlɪndə/，bə-LIN-də）(S/1986 U 5, Belinda)是天王星的一顆內衛星。
天衛十四是從1986年1月13日由旅行者2号 觀測圖像發現的，臨時編號是 S/1986 U 5. 他的命民來字 亚历山大·蒲柏的作品 《奪髮記》的女主角貝琳達(Belinda) 或稱天卫十四.
天衛十四屬於波西亞群衛星，其他屬於波西亞群的衛星有天卫八、天衛九、天衛十、天衛十一、天衛十二、天衛十三、天衛二十七、天衛二十五。。這些衛星擁有類似的軌道與測光特性。除此之外我們目前只知道它的直徑約為45公里，幾何反照率0.08，其餘狀態都不為人所知。
航海家2號的影像顯示天衛八是一個細長的天體，主自轉軸指向天王星。它的扁率為0.5 ± 0.2。表面顏色灰色。

## 外部連結
- Belinda Profileby NASA's Solar System Exploration（页面存档备份，存于）
- Uranus' Known Satellites (by 斯科特·谢泼德)

1. 1 2 3 4  Jacobson 1998.
2. 1 2 3 4  Karkoschka, Voyager 2001.
3. 1 2  JPL Solar System Dynamics.
4. ↑  Williams 2007.
5. 1 2  Karkoschka, Hubble 2001.
6. ↑  IAUC 4164.
7. ↑  USGS: Planet and Satellite Names and Discoverers.
8. 1 2 3
9. 1 2 3